# Mine M19

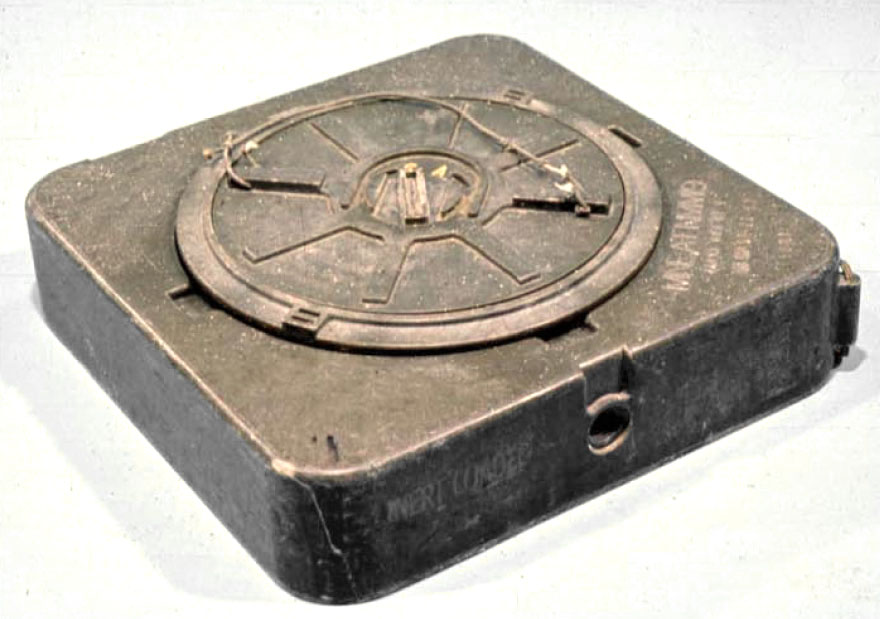
Une mine antichar inerte M19. L’interrupteur d’armement est réglé sur « S » (c’est-à-dire sûreté) afin que la fusée ne soit pas armée. Un puits de mise à feu secondaire (dont le bouchon a été retiré) est visible sur le côté de la mine

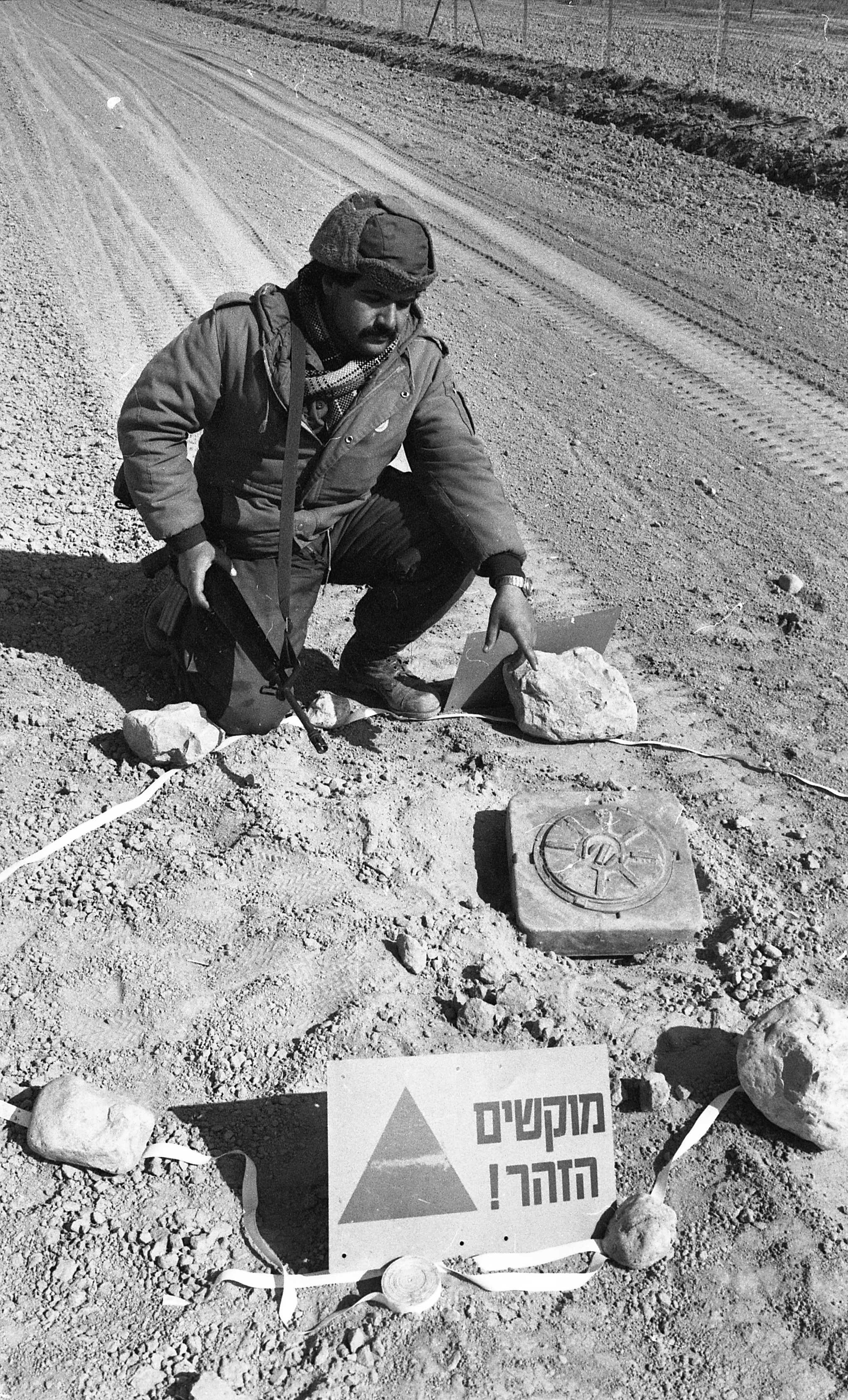
Un soldat israélien avec une mine antichar M19 près de la frontière jordanienne en 1982.

La mine M19 est une grande mine antichar américaine à boîtier carré en plastique. Destinée à remplacer la mine M15, sa conception date du milieu des années 1960. Elle ne contient que deux composants métalliques : la capsule détonateur en cuivre et un percuteur en acier inoxydable qui pèse 2,86 grammes. Il s’agit d’une mine à quantité minimale de métaux, ce qui la rend très difficile à détecter après sa mise en place. Cette mine est fabriquée sous licence au Chili, en Corée du Sud et en Turquie. Une copie est produite en Iran. On la trouve en Afghanistan, en Angola, au Tchad, au Chili, à Chypre, en Iran, en Irak, en Jordanie, en Corée du Sud, au Liban, au Sahara occidental et en Zambie.
Les stocks américains de la mine étaient d’environ 74 000 unités avant la guerre du Golfe de 1990 et étaient tombés à 63 000 en 2002.
Une version inerte de la mine destinée à des fins d’entraînement (appelée M80) est également produite.

## Description
L’enveloppe en plastique de la mine est généralement vert olive foncé et possède un grand puits de mise à feu central. Normalement, il y a une poignée de transport d’un côté. La mine est normalement équipée de la fusée M606 qui dispose d’un interrupteur d’armement à deux réglages, S(afe) et A(rmed). Ces marquages sont soit peints en jaune, soit gravés dans le plastique. Lorsque l’interrupteur est réglé sur « A » et que le clip de sécurité est retiré, la mine explose si un véhicule passe dessus. Le mécanisme de mise à feu est déclenché par un ressort Belleville qui fait basculer le percuteur vers le bas dans le détonateur, déclenchant la charge d’appoint adjacente et la charge principale d’explosif.
La mine est également équipée de deux puits de mise à feu secondaires qui permettent d’installer des dispositifs anti-manipulation, par exemple la fusée de traction M1 ou la fusée anti-soulèvement M5 « piège à souris ». L’un ou l’autre des puits de mise à feu secondaires d’une mine M19, ou les deux, peuvent être équipés d’un dispositif anti-manipulation.
Il convient de noter qu’un champ de mines contenant des M19 est généralement protégé par diverses mines antipersonnel telles que les mines M14 et M16.

## Spécifications
- Masse : 12,56 kg
- Contenu explosif : 9,53 kg de composition B
- Longueur : 332 mm
- Largeur : 332 mm
- Hauteur : 94 mm
- Pression de déclenchement : 118 à 226 kg (mais éventuellement aussi basse que 90 kg)